# Находка фильмов в Доусоне

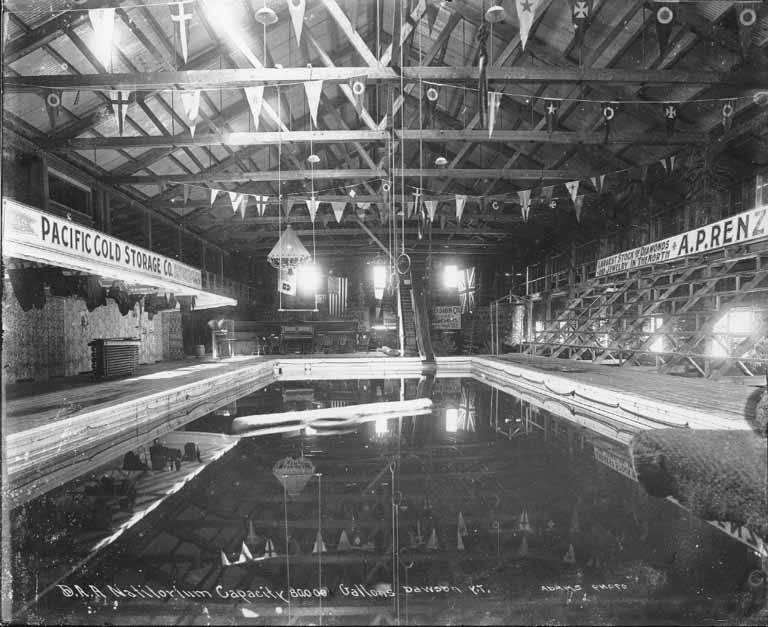
Хоккейная площадка Dawson Amateur Athletic Association, вероятное время съёмки между 1902 и 1910 годом

Находка фильмов в Доусоне — случайное открытие в 1978 году 372 фильмов, сохранившихся на 533 катушках нитратных фильмов немой эпохи в Доусон-Сити, городе Клондайкской золотой лихорадки. Ролики были похоронены под заброшенной хоккейной площадкой в 1929 году и включали в себя утерянные пленки художественных фильмов и кинохроники. Во время строительных раскопок случайно был обнаружен забытый тайник с выброшенными пленками, непреднамеренно сохраненными вечной мерзлотой.
В документальном фильме 2016 года «Доусон-Сити: Застывшее время» подробно рассказывается об истории и восстановлении фильмов, а также представлены кадры, восстановленные с катушек. Также находка фигурирует в короткометражном документальном фильме 2013 года «Потерянные навсегда: искусство сохранения пленки».

## Описание
533 киноленты датируются «между 1903 и 1929 годами и были обнаружены в развалинах под старой хоккейной площадкой». Фильмы с Перл Уайт, Хелен Холмс, Грейс Кунард, Лоис Вебер, Гарольдом Ллойдом, Дугласом Фэрбенксом и Лоном Чейни в главных ролях были среди прочих. Наряду с утерянными художественными фильмами были также редкие кадры исторических событий, в том числе Мировая серия 1919 года.

## История
Начиная с 1903 года Любительская спортивная ассоциация Доусона (DAAA) начала показывать фильмы в Доусон-Сити, Юкон, Канада. Не возвращённые фильмы были сданы на хранение в местный Канадский коммерческий банк, а затем хранились в подвале местной библиотеки Карнеги. Позже DAAA преобразовало бассейн в каток, но из-за неправильного преобразования каток пострадал от неравномерной температуры в середине катка. В 1929 году Клиффорд Томсон, в то время работавший в Канадском торговом банке, а также казначей хоккейной ассоциации, решил проблему с запасом плёнки в библиотеке и неадекватным катком. Томсон взял 500 000 футов плёнки и уложил катушки в бассейн, накрыл катушки досками и выровнял каток слоем земли. DAAA продолжало получать новые нитратные плёнки, которые позже привели к разрушению всего комплекса во время пожара в 1951 году. Плёнки, хранившиеся под катком, были сохранены вечной мерзлотой и позже были обнаружены в 1978 году при строительстве новой базы отдыха.
Материал Dawson Film Find был собран и сохранен, и эти отпечатки стали последними сохранившимися записями некоторых киностудий. Из-за опасной химической летучести историческая находка была перевезена военным транспортом в Библиотеку и Архив Канады и Библиотеку Конгресса США как для переноса на безопасную плёнку, так и для хранения.

## Найденные фильмы
Не все фильмы сохранились в полном объёме, потому что некоторые из них были слишком повреждены.
- The Office Boy’s Birthday (1904)
- A Trip through Palestine (1907)
- Elephant Racing at Perak (1907)
- Pasquali and Co (1909)
- Professor Puddenhead’s Patents: The Electric Enlager (1909)
- The Girl of the Northern Woods (1910), Thanhouser[8]
- The Crippled Teddy Bear (1910), Independent Moving Pictures
- Unexpected Help (1910)
- Bluebird — The Boy Girl (1910)
- The Rosary (1910)
- His Sick Friend (1910)
- Birth of Flowers (1911)
- The Taming of the Shrew (1911)
- Vindicated (1911)
- Little Old New York (1911)
- The New Woman and The Lion (1912)
- Bobby’s Dream (1912)
- For the Papoose (1912)
- Circumstantial Evidence (1912), William Selig, Selig Polyscope Company
- A Christmas Accident (1912)
- Out of the Deep End (1912)
- The Martyrs (1912)
- His Madonna (1912)
- This Girls of Grassville (1912)
- The Frog (1912)
- A Windy Day (1912)
- The Debt (1912)
- Out of the Deep (1912)
- The Heat Wave (1912)
- The Golden Curl (1912)
- For Professional Services (1912)
- The Hand of Destiny (1912)
- Giuseppe’s Good Fortune (1912)
- Circumstantial Evidence (1912)
- A Winter’s visit to Central Park, New York City (1912)
- The Butler and the Maid (1912), Thomas A. Edison, Inc.
- The Mystery of the Glass Coffin (1912), Émile Chautard
- Brutality (1912), D.W. Griffith, Biograph Company
- Casey’s Vendetta (1912), Edward Dillon, Komic Film Company
- The $2,500 Bride (1912)
- The Sphinx, or Mrs. Carter’s Necklace (1912)
- Pansy, the Story of a Bear (1912)
- Bread Upon the Waters (1912)
- The Lake Geneva Camp of the YMCA (1912)
- The Angel of The Desert (1912), Rollin S. Sturgeon, Grace A. Pierce, Vitagraph Company Of America
- Draga, the Gypsy (1913), Rex Motion Picture Company
- Until We Three Meet Again (1913?), Lubin Film
- What Is the Use of Repining (1913)
- The Pit and The Pendulum (1913)
- Balaoo (1913), Victorin-Hippolyte Jasset, Société Française des Films Éclair
- Fatty's Day Off (1913)
- Hello Central, Give Me Heaven (1913)
- A Mix-Up In Pedigrees (1913)
- The Rose of San Juan (1913)
- The Pajama Parade (1913)
- The Fifth String (1913)
- The Guiding Light (1913)
- The Wedding Gown (1913)
- The Star (1913)
- Leo the Indian (1913)
- Up and Down the Ladder (1913)
- Sketches from Life (1913)
- Rastus and the Game-Cock (1913)
- Pure Gold and Dross (1913), Keystone Film Company
- Protecting San Francisco from Fire (1913)
- Pathé's Weekly #17 (1914)
- Daybreak (1914), Reliance Entertainment
- White Dove’s Sacrifice (1914)
- Love Finds a Way (1914)
- Frou-Frou (1914)
- Slippery Slim, the Mortgage, and Sophie (1914)
- The Master Hand (1914)
- The Tie that Binds (1914)
- The New Roads Mascot (1914)
- Sweeney’s Christmas Bird (1914)
- Environment (1914)
- The Boss of the 8th (1914)
- The Housebreakers (1914)
- You Can’t Beat Them (1914)
- His Responsibility (1914)
- Mildred’s Doll (1914)
- The Servant Girl's Legacy (1914)
- For Her Father’s Sins (1914), John B. O'Brien, Anita Loos, Majestic Motion Picture Company
- A Double Error (1914), Theodore Marston
- The Demon of the Rails (1914), J. P. McGowan, Edward W Matlack, Kalem Company
- Lucille Love, the Girl of Mystery (1914), Francis Ford, Grace Cunard, Otis Turner, Universal Film Manufacturing Studios, Gold Seal Films
- The Fable of the Household Comedian (1914?), George Ade, Essanay Studios
- The Fable of Why Essie’s Friend Got the Fresh Air (1914?)
- The Fable of the Prevailing Craze (1914?)
- Wildfire (1915)
- The Scandal Mongers (1915)
- The Bludgeon (1915)
- The Price (1915)
- Her Shattered Idol (1915)
- The Shulamite (1915), George Loane Tucker, Kenelm Foss, Jury's Imperial Pictures
- The Heart of Jabez Flint (1915)
- The Hazards of Helen: Escape of the Fast Freight (1915)
- Tools of Providence (1915)
- The Quest (1915)
- No Soup (1915)
- The Unpardonable Sin (1915), Shubert Film Corporation
- The Patriot and the Spy (1915)
- The Lure of a Woman (1915)
- The Mysterious Lady Baffles and Detective Duck: Episode 1, The Great Egg Robbery (1915), Allen Curtis, Clarence Badger
- Fun Amongst the Pharaohs, As Seen by Homer Croy (1915)
- The Dancer’s Ruse (1915), Biograph Company
- Ambrose’s Lofty Perch (1915), Mack Sennett
- The Child Needs a Mother (1915), L-KO Kompany
- The Salamander, Part Five (1915), B.S. Moss Motion Picture Corporation
- The Burglar’s Baby (1915), Domino Motion Picture Corporation
- With the U.S. Army at San Francisco (1915?)
- The Half-Breed (1916), Allan Dwan, Triangle
- The End of the Rainbow (1916)
- The Crimson Stain Mystery [Assorted Episodes] (1916)
- The Rail Rider (1916)
- The Mysterious Mrs. M (1916)
- Love Aflame (1917)
- The Madcap (1916)
- Diplomacy (1916)
- The Whirlpool of Destiny (1916)
- Threads of Fate (1916)
- The Place Beyond the Winds (1916)
- Love and Brass Buttons (1916)
- The Female of the Species (1916), Raymond B. West, Monte Katterjohn, New York Motion Picture Company
- The Hidden Scar (1916)
- Her Soul's Inspiration (1916), Maie B. Havey, Bluebird Photoplays
- Gloriana [sic] (1916)
- Temperance Town (1916)
- The Purple Mask (1916)
- The Seekers (1916)
- The Unattainable (1916)
- Пёрл в армии (1916)
- If My Country Should Call (1916)
- The Vicar of Wakefield (1916)
- The Salamander (1916)
- The Closer Road (1916)
- The Iron Hand (1916)
- Barriers of Society (1916)
- The Social Buccaneer (1916), Jack Conway
- The Strange Case of Mary Page (1916), J. Charles Haydon
- The Girl and the Game (1916)
- Rolling Stones (1916)
- When Little Lindy Sang (1916)
- Tropical Budget Animated News of the World (1916)
- The Recoil (1917)
- Bliss (1917)
- Polly of the Circus (1917)
- The Stolen Paradise (1917)
- It Happened to Adele (1917)
- The Little Orphan (1917)
- A Soul for Sale (1917)
- Princess Virtue (1917)
- The Red Ace (1917)
- A Girl's Folly (1917), Maurice Tourneur, Paragon Films
- An Even Break (1917)
- Chicken Casey (1917)
- The Awakening (1917)
- The Hunting of the Hawk (1917)
- The Spotted Lily (1917)
- Little Bo Peep (1917)
- The Recoil (1917)
- The Mystery of the Double Cross (1917)
- The Great Stanley Secret (1917), Edward Sloman, American Film Manufacturing Company
- The Neglected Wife (1917), Will M. Ritchey, Mabel Herbert Urner, Balboa Amusement Producing Company
- The Seven Pearls (1917), Astra Film Corp
- The Marriage Lie (1918)
- Bread (1918)
- Waifs (1918)
- Stolen Hours (1918)
- Avenged by the Sea (1918/1922)
- The Sea Waif (1918)
- British War Office (1918)
- The Lightning Raider (1918)
- Do Husbands Deceive? (1918), Rolin Film Company
- British Canadian Pathé News 81A (1919)
- British Canadian Pathé News 93A (1919)
- International News, Vol. 1, Issue 52 (1919)
- The Montreal Herald Screen Magazine (1919)
- All Jazzed Up (1919)
- A Sagebrush Hamlet (1919)
- The Silver Girl (1919)
- The Exquisite Thief (1919), Tod Browning, Universal Film Manufacturing Company, Inc.
- The Nights of the Bathtub, Part Two (1919?)
- British Canadian Pathé News 14A (1920)
- British Canadian Pathé News 76 (1920)
- British Canadian Pathé News 88 (1920)
- Birth of Flowers (1920/1922)
- The Little Clown (1920)
- Unidentified Pathé Melodrama (1920/1922)
- British Canadian Pathé News 63B (1921)
- British Canadian Pathé News 2B (1921)
- Boxing Match
- Frivolity
- Screen Telegram
- The Princess and the Fishbone
- A Mix-Up at Court
- A Set of Teeth
- Through the Keyhole
- The Lake of Dreams
- The Marriage of Coca
- The Red Feather
- An Excursion to the Gorges du Loup
- Dread of Doom, Itala Film
- The Plumber’s Son, Part One, Universal Pictures